# رمی زیمسن
رمی زیمسن (انگلیسی: Remy Siemsen؛ زادهٔ ۱۰ نوامبر ۱۹۹۹) بازیکن فوتبال اهل استرالیا است.